# Нотохорда
Нотохорда је флексибилна врпца направљена од материјала који је сличан хрскавици. Ако врста има нотохорду, она је, по дефиницији, хордат. Нотохорда лежи дуж антеропостериорне (глава–реп) оси, обично ближе леђној него трбушној површини животиња, а састоји се од ћелија изведених из мезодерма. Познато је да нотохорда има многе функције, укључујући и развојне. Најчешће се наводи као прекурзор мишићних веза, кичмемним пршљенова и ткиво које је укључено у сигнализацију за околно ткиво у току развоја.
Сматра се да нотохорда представља предност (и у еволуцијском и у развојним контексту), јер даје чврсту структуру за мишићна хватишта, али су и даље били флексибилни. Код неких хордата, нотохорда се и даље одржала током живота као главна осовинска подршка тела, док је у већини тетрапода постаје пулпозно језгро нуцлеус пулпосус у међупршљенским дисковима. Нотохорда има кључну улогу у сигнализацији и координацији развоја. Ембриони кичмењака, током развоја и данас пролазе кроз фази нотохордне структуре, у фази гаструлације. Нотохорда се налази на трбушној (вентралној) страни неуралне цеви.

## Организми са пост-ембрионском нотохордом
- Копљаши (Амфиоксус);
- Плашташи;
- Колоусте (Cyclostomata);
- Змијуљице;
- Jesetre;
- Celakant;
- Рибе дводихалице;
- Пуноглавац;
- Кичмењаци без вилица (изумрли).

## Додатне слике
- Трансверзални пресек приказује начин формирање пилећег амниона.
- Трансверзални пресек људског ембриона старог 8,5-9 седмица.
- Површина гибонског ембриона (Hylobates concolor).
- Пресек кроз главу људског ембриона, око дванаест дана старог, у региону задњег мозга.